# 織田信康
織田信康（生年不詳－1544年10月8日）是日本戰國時代武將。織田氏家臣。犬山城城主。父親是織田信定。

## 生平
生年不詳，父親信定是尾張國織田彈正忠家當主。天文2年（1533年）7月11日，哥哥信秀與主家織田大和守家（清洲織田氏）的織田達勝鬥爭，雙方達成和平關係後，以信秀代理的身份前往清洲城（『言繼卿記』）。天文6年（1537年），進入犬山城，擔任織田伊勢守家（岩倉織田氏）的織田信安的後見役。跟隨信秀在與今川氏戰鬥的小豆坂之戰等戰鬥中立下戰功（『信長公記』）等，在文武兩方面都活躍著。
天文13年（1544年）（一說是天文16年（1547年）），在與齋藤道三戰鬥時從軍，於進攻美濃稻葉山城（加納口之戰）時戰死（『信長公記』）。因為兒子信清反抗信秀和信長，犬山織田家變成織田彈正忠家的敵對勢力之一。